# Antifragile (piosenka Le Sserafim)
Antifragile – drugi singel południowokoreańskiej grupy Le Sserafim, wydana 17 października 2022 roku przez wytwórnię Source Music. Promował minialbum Fearless.
Japońska wersja utworu została dołączona do drugiego japońskiego singla Le Sserafim o nazwie „Unforgiven”, który zostanie wydany 23 sierpnia 2023 roku.

## Historia wydania
19 września, grupa oficjalnie ogłosiła datę i szczegóły swojego nadchodzącego comebacku, który byłby ich pierwszym wydawnictwem jako pięcioosobowy zespół po odejściu Kim Ga-ram. „Antifragile” zostało po raz pierwszy zaprezentowane 3 października 2022 roku w próbce utworu, która została opublikowana przez Source Music na platformach mediów społecznościowych i został ogłoszony na liście utworów następnego dnia. 17 października 2022 roku singel został oficjalnie wydany razem z teledyskiem, 18 godzin przed wydaniem całego minialbumu.

## Kompozycja i tekst
Drugi i tytułowy utwór z minialbumu o tej samej nazwie, „Antifragile”, został napisany przez Score (13), Megatone (13), Paulinę Cerrilla, „Hitman” Bang, Shintaro Yasuda, Supreme Boi, Isabella Lovestory, Kyler Niko, Ronnie Icon, Nathalie Boone i Danke (Lalala Studio) i trwa trzy minuty i cztery sekundy. Jest to popowa piosenka w stylu afro-latynoskim z „mocnym” rytmem latynoskim. Lirycznie utwór przedstawia Le Sserafim jako deklarujące, że trudne czasy są bodźcem do wzrostu i że staną się silniejsze, mając takie podejście. Utwór został skomponowany w tonacji b-moll, w tempie 105 uderzeń na minutę.

## Nagrody
| Rok  | Ceremonia                 | Nagroda                    | Rezultat  | Źródło |
| ---- | ------------------------- | -------------------------- | --------- | ------ |
| 2023 | Circle Chart Music Awards | Song of the Year – October | Wygrana   | [ 12 ] |
| 2023 | Korean Music Awards       | Best K-pop Song            | Nominacja | [ 13 ] |

| Program                | Data              | Źródło |
| ---------------------- | ----------------- | ------ |
| Music Bank (KBS2)      | 4 listopada 2022  | [ 14 ] |
| Music Bank (KBS2)      | 11 listopada 2022 | [ 15 ] |
| Show! Music Core (MBC) | 3 grudnia 2022    | [ 16 ] |
| Show! Music Core (MBC) | 10 grudnia 2022   | [ 17 ] |
| Show! Music Core (MBC) | 17 grudnia 2022   | [ 18 ] |

## Personel
- Score (13) – produkcja, tekst
- Megatone (13) – produkcja, tekst
- Paulina Cerrilla – tekst
- "Hitman" Bang – tekst
- Shintaro Yasuda – tekst
- Supreme Boi – tekst
- Isabella Lovestory – tekst
- Kyler Niko – tekst
- Ronnie Icon – tekst
- Nathalie Boone – tekst
- Danke (Lalala Studio) – tekst

## Notowania
| Lista                                   | Najwyższa pozycja | Źr.    |
| --------------------------------------- | ----------------- | ------ |
| South Korea (Circle)                    | 2                 | [ 19 ] |
| South Korea (Billboard)                 | 2                 | [ 20 ] |
| Canada (Canadian Hot 100)               | 96                | [ 21 ] |
| Global 200 (Billboard)                  | 38                | [ 22 ] |
| Hong Kong (Billboard)                   | 14                | [ 23 ] |
| Japan (Japan Hot 100)                   | 12                | [ 24 ] |
| Japan Combined Singles (Oricon)         | 13                | [ 25 ] |
| Malaysia (Billboard)                    | 19                | [ 26 ] |
| New Zealand Hot Singles (RMNZ)          | 19                | [ 27 ] |
| Philippines (Billboard)                 | 15                | [ 28 ] |
| Singapore (Billboard)                   | 12                | [ 29 ] |
| Singapore (RIAS)                        | 5                 | [ 30 ] |
| Taiwan (Billboard)                      | 8                 | [ 31 ] |
| US World Digital Song Sales (Billboard) | 8                 | [ 32 ] |
| Vietnam (Vietnam Hot 100)               | 35                | [ 33 ] |

## Sprzedaż i Certyfikaty
| Kraj           | Sprzedaż     | Certyfikat | Źródło    |
| Streaming      | Streaming    | Streaming  | Streaming |
| -------------- | ------------ | ---------- | --------- |
| Japonia (RIAJ) | 100 000 000+ | Platynowa  | [ 34 ]    |